# Vultureni (gmina w okręgu Kluż)
Vultureni – gmina w Rumunii, w okręgu Kluż. Obejmuje miejscowości Băbuțiu, Bădești, Chidea, Făureni, Șoimeni i Vultureni. W 2011 roku liczyła 1516 mieszkańców.